# دوهوا-چا
دوهوا-چا (کره‌ای: 도화차; 桃花茶 ,انگلیسی: Dohwa-cha) یا چای گل هلو یک دم‌نوش سنتی در کره است که از گل‌های خشک‌شده درختان فراهم می‌شود. برپایهٔ دانش سنتی مردم کره، این دمنوش در درمان یبوست و سنگ‌های مجاری ادراری اثرگذار است.

## شیوهٔ تهیه
دوهوا-چا را می‌توان با ۱۵–۲۰ گرم شکوفه های خشک شدهٔ هلو که در ۵۰۰ میلی لیتر آب جوشیده می‌شود تهیه کرد. گلها درخلال فصل بهار گردآوری می‌شوند، در سایه خشک شده و در کیسه‌های مناسب نگهداری می‌شوند. پرچم گلها لازم است که پیش از خشک کردن گلها برداشته شود.